# Éfaté
Éfaté è un'isola appartenente alla Repubblica di Vanuatu, localizzata nell'Oceano Pacifico, a 16,69° S e 168,36° E. È anche conosciuta con il nome di isola Vate.
Con circa 50 000 abitanti è l'isola più popolosa delle Vanuatu. Ha una superficie di 899,5 km². Centro principale è Port Vila che è anche la capitale nazionale.
Durante la Seconda guerra mondiale fu sede di una base militare americana. La richiesta d'insediamento a Éfaté venne presentata dall'ammiraglio King nel marzo del 1942, allo scopo di farne una posizione strategica protettiva dei convogli diretti in Australia insieme con l'isola di Tongatapu, in posizione simmetrica rispetto alle Fiji.
A nord di Éfaté è presente un piccolo gruppo di isole, tra cui Eratoka, Lelepa, Nguna, Pele e Emao.